# Gérard de Villiers
Gérard de Villiers (født 8. december 1929 i Paris, død 31. oktober 2013 samme sted) var en fransk journalist og skribent, der er mest berømt for sine Spy-fiction-bøger om SAS, der er en forkortelse af udtrykket Son Altesse Sérénissime. Direkte oversat på dansk betyder titlen noget i retning af “Hans højvelbårenhed”.

## Liv og karriere
Gérard de Villiers var søn af dramatikeren Jacques Adam de Villiers (kendt under sit kunstnernavn Jacques Deval) og hans kone Valentine.
Villiers gik på gymnasiet og dimitterede fra Sciences Po i Paris. Han begyndte at skrive i løbet af 1950'erne for France Soir, og blev sidenhen korrespondent for avisen. I 1964 begyndte Villiers at skrive og udgive spionromaner. Han havde bekendte blandt militæret og efterretningstjenesterne, som nød at hjælpe Villiers med research. Han er forfatter til spionserien SAS, hvor det første bind udkom i 1965 og er udgivet som Malko i nogle lande. Serien fortæller om den østrigske prins og CIA-agent Malko Linges eventyr, der i den første titel omtales som SAS (Son Altesse Sérénissime). I sin levetid nåede Villiers at udgive 200 bøger om SAS, der har solgt mere end 120 millioner eksemplarer på verdensplan, hvilket gør den til en af de bedst sælgende serier på niveau med Ian Flemings James Bond-bøger.
Villiers udgav typisk fire romaner om året mellem 1966 og 2005, hvilket øgede hans produktion af bøger til fem om året mellem 2006 og 2013. Han udgav nogle gange bøger, der forudså begivenhedsfulde kriser. Disse omfattede blandt andet skildringer af mordene på Anwar Sadat og Indira Gandhi i henholdsvis Egypten og Indien.
Gérard de Villiers døde 83 år gammel efter længere tids sygdom den 31. oktober 2013. Han var gift fire gange, fik to børn og er begravet på Cimetière de Passy i Paris.